# I Wanna Be…
「I Wanna Be…」（アイ・ワナ・ビー）は、日本のロックバンド・SPYAIRの楽曲。同バンドの22枚目のCDシングルとして、2018年7月25日にSony Music Associated Recordsからリリースされた。

## 概要
前作「MIDNIGHT」から約11か月ぶりのシングル。
表題曲の「I Wanna Be…」はテレビ東京系アニメ「銀魂.銀ノ魂篇」オープニングテーマとなっており、TVアニメ「銀魂.」のオープニングテーマを手掛けるのは「サクラミツツキ」以来約5年ぶりとなる。ちなみに「銀魂」とのコラボは5度目となる。
期間生産限定盤のジャケットは「銀魂」描き下ろし絵柄のスペシャル仕様で、カップリングにはこれまでにSPYAIRが手掛けてきた“銀魂”ソングが完全収録されている。
通常盤のカップリングにはIKE (Vocal)×UZ (Guitar & Programming)による「BRING IT ON 〜Battle of Rap〜」に続くラップバトル楽曲「Hold It, Buster 〜Battle of Rap〜」が収録されている。
オリコンチャートでは通常盤がシングルチャートに、期間生産限定盤がアルバムチャートに分散されて集計された。そのため、シングルでは9作ぶりにＴＯＰ20を逃し、アルバムでも4作ぶりにＴＯＰ10を逃す事態となった。

## 収録曲

### 期間生産限定盤
- 全作詞：MOMIKEN、全作曲・編曲：UZ

1. I Wanna Be… [3:56] 
  - テレビ東京系アニメ「銀魂.銀ノ魂篇」オープニングテーマ
2. スクランブル [4:27] 
  - PlayStation 4、PlayStation Vita用ゲームソフト「銀魂乱舞」テーマソング
3. 現状ディストラクション [3:37] 
  - アニメ映画「劇場版 銀魂 完結篇 万事屋よ永遠なれ」主題歌
4. サクラミツツキ [3:38] 
  - テレビ東京系アニメ「銀魂' 一国傾城篇」オープニングテーマ
5. サムライハート (Some Like It Hot!!) [3:14] 
  - テレビ東京系アニメ「銀魂'」エンディングテーマ
6. I Wanna Be...[Anime Size] [1:29]

### 通常盤
1. I Wanna Be… [3:56]
2. Hold It, Buster 〜Battle of Rap〜 [3:28] 
  - 作詞：MOMIKEN・UZ、作曲・編曲：UZ
3. I Wanna Be…(inst.) [3:51]